# Valdeolea
Valdeolea – gmina w Hiszpanii, w prowincji Kantabria, w Kantabrii, o powierzchni 83,72 km². W 2011 roku gmina liczyła 1133 mieszkańców.